# Goodbye Mr. Holland
Goodbye Mr. Holland (Mr. Holland's Opus) è un film di Stephen Herek del 1995.

## Trama
Portland, 1965. Il compositore Glenn Holland, sposato con Iris e deciso ad ottenere riconoscimenti come autore di un'opera sinfonica, per vivere si trova a dover insegnare musica ai poco ricettivi studenti del liceo Kennedy. Glenn vorrebbe abbandonare l'incarico ma la critica situazione economica dovuta alla nascita del figlio Cole lo costringe a restare al suo posto.
Poco a poco però la sua dedizione, unita ad un'intelligente apertura verso forme moderne come il rock, gli fanno conseguire risultati notevoli, anche con soggetti difficili come Gertrude Lang, clarinettista in difficoltà cronica. La prima esibizione dell'orchestra della scuola è un successo, tanto che Holland è chiamato dalla direttrice Helen Jacobs a mettere su una banda. Il suonatore di tamburo è un ragazzo nero, Louis Russ, campione di football, che Glenn, per compiacere l'amico allenatore Bill Meister, ha preparato con certosina pazienza. Durante l'esibizione della banda Iris si accorge che Cole, il figlioletto che ormai ha compiuto tre anni, è quasi completamente sordo. Per sopperire alle spese di una scuola specializzata, Glenn lavora anche d'estate come istruttore di guida. Frattanto Louis muore in Vietnam e Helen Jacobs va in pensione.
Passano gli anni e col tempo Glenn si affeziona sempre di più ai propri studenti e all’insegnamento della musica, finendo però al contempo per trascurare la propria famiglia. Nel 1980 si allestisce uno spettacolo di Gershwin. Rowena Morgan, la protagonista, canta molto bene ed è carina. L'interessamento dell’insegnante per la giovane e l'acuirsi della tensione in famiglia farebbero temere il peggio, ma quando Rowena lo invita a seguirla a New York lui resta al suo posto. L'ennesimo screzio col figlio, ora adolescente, convince poi Glenn a dedicarsi di più al ragazzo e inventa un sistema di luci accoppiate ai suoni per i disabili. Ormai però, Glenn ha perso ogni speranza di vedere realizzata la sua opera sinfonica.
1995. Il taglio dei fondi costringe l’ormai sessantenne Holland al pre-pensionamento. Nel frattempo però Glenn ha instaurato un ottimo rapporto con Cole, che riesce ad avere una vita normale nonostante la sua sordità. Gli ex alunni poi, anche quelli diventati già adulti, gli riservano una festa a sorpresa in cui eseguono la sinfonia che non era mai riuscito a esporre al pubblico.

## Riconoscimenti
- 1996 - Golden Globe
  - Candidatura miglior attore a Richard Dreyfuss
  - Candidatura migliore sceneggiatura a Patrick Sheane Duncan
- 1996 - Oscar
  - Candidatura miglior attore protagonista a Richard Dreyfuss
- 1996 - BMI Film Music Awards a Michael Kamen